# 배일호
배일호(본명: 김종원, 1957년 3월 2일 ~ )는 대한민국의 가수, 화가, 성악가이다. 배호의 노래를 좋아해서 모창도 하고, 예명도 배일호라고 지었다.
현재 거주지는 경기도 고양시이다.

## 생애
배일호는 1957년 음력 2월 1일에 충청남도 논산에서 2남 3녀 중 장남으로 태어났다. 1978년에 논산고를 졸업하고 밴드 활동을 시작하였고 이후 군에 입대하여 전역한 뒤 서해방송의 가수왕 선발대회에서 1위를 하면서 1980년에 〈봐봐봐〉를 발표하면서 데뷔하였다. 그는 가수가 되기 위해 배호 모창으로 실력을 쌓아왔고 배호의 노래를 좋아해서 예명을 배일호로 지었다고 밝혔다.1986년부터 KBS FD로도 활동하면서 KBS 《6시 내고향》과 《전국노래자랑》의 보조 진행을 담당하기도 하였다.
데뷔 이후 여러 음반을 발표하였으나 1992년에 국산 농산물 애용의 내용을 담은 곡인 〈신토불이〉를 발표하며 대중들에게 널리 알려지면서 대중가수 대열에 합류한다. 특히 배일호 본인이 농가 출신이라는 점과 곡 제목이 〈신토불이〉 라는 점이 겹쳐 농촌에서 많은 인기를 얻었다. 이 곡으로 1993년에 93 노랫말 대상을 수상하였고 "신토불이 가수"라는 별명이 붙었다. 1994년에 황금 만능주의를 개탄하는 새마을 운동의 내용이 담긴 〈99.9〉를 발표하였고 1998년에는 아내와의 관계를 장모님에게 하소연하는 내용의 곡 〈장모님〉 이 히트하여 제6회 연예예술상 전통가요 가수상을 수상하고 트로트 가수로서 명성을 얻었다.
2002년에는 가창력이 돋보이는 〈꽃보다 아름다운 너〉 라는 곡이 대중들에게 자주 불리면서 전 세대에게 친숙한 곡이 되었으며 KBS 가요대상에서 10대 인기가수상을 2년 연속으로 수상했다. 2004년에 경북과학대를 졸업하였다.
2000년대부터 배일호는 작사·작곡 능력을 겸비하여 싱어송라이터로 활약하기 시작하였으며 본인이 작업한 곡은 〈순이야〉, 〈꽃보다 아름다운 너〉, 〈정말로 정말로〉, 〈당신이 원하신다면〉, 〈친구야〉, 〈오뚝이 인생〉 등이 있다.
주요 히트곡으로는 "신토불이", "친구야", "폼 나게 살거야", "오뚝이 인생", "장모님" 등이 있다.

## 학력
- 2004년 경북과학대학 실용음악과 졸업

## 경력
- 2007년 백제문화제 홍보대사
- 2009년 함평천지 홍보대사,
- 2009년 제8대 한국전통문화예술진흥협회 협회장
- 2010년 서울출입국관리사무소 홍보대사
- 2013년 천안웰빙식품엑스포 홍보대사
- 2020년 계룡군문화엑스포 홍보대사

## 데뷔
- 1980년 노래 "봐봐봐"

## 앨범
- 2023년  "아우야"
- 2022년  《나는 당신이 좋다》
- 2020년 24집 《툭툭 털고 일어나》
- 2017년 23집 《뜬다 뜬다》
- 2016년 22집 《그 이름》
- 2014년 21집 《늦기전에》
- 2012년 20집 《오뚝이 인생》
- 2009년 19집 《폼 나게 살 거야》
- 2008년 18집 《아지랭이 사랑》
- 2007년 17집 《너랑 나랑》
- 2006년 16집 《친구야》
- 2005년 15집 《꽉 잡을 거야》
- 2004년 14집 《당신이 원하신다면》
- 2003년 13집 《정말로 정말로》
- 2002년 12집 《꽃보다 아름다운 너》
- 2001년 11집 《당신 때문에》
- 2000년 10집 《순이야》
- 1999년 9집 《니가 올래 내가 갈까》
- 1998년 8집 《장모님》
- 1996년 7집 《요점만 간단히》
- 1995년 6집 《아지랭이》
- 1994년 5집 《99.9》
- 1992년 4집 《신토불이》
- 1990년 3집 《됐네 됐어》
- 1989년 2집 《바람따라 구름따라》
- 1980년 1집 《봐봐봐》

## 방송
- 2006년 10월 31일 KBS 1TV 《TV는 사랑을 싣고》 - 게스트
- 2012년 5월 25일 KBS 1TV 《강연 100℃》 - 2회
  - 강연 주제: 포기하고 싶은 순간 어머니를 생각하라
  - 공감 온도: 82°C

## 홍보대사
- 2013년 대구사이버대학교 홍보대사
- 2011년 녹십초 홍보대사
- 2010년 서울출입국관리사무소 홍보대사
- 2009년 한국전통문화예술진흥협회 회장
- 2008년 안면도 국제 꽃박람회 홍보대사
- 2007년 백제문화제 홍보대사

## 수상
- 2011년 제18회 대한민국 연예예술상 남자 성인가요 가수상
- 2008년 갱생보호전진대회 특별상
- 2006년 제13회 대한민국 연예예술상 국무총리표창상
- 2005년 대한민국 통일문화 트로트 인기가수상 대상
- 2004년 가수의 날 특별상
- 2003년 KBS 가요대상 10대 인기 가수상
- 2002년 KBS 가요대상 10대 인기 가수상
- 2001년 KBS 가요대상 10대 인기 가수상
- 1999년 제6회 대한민국 연예예술상 전통가요가수상
- 1996년 한국상록회 선정 상록수 선행표창상
- 1995년 저축의 날 한국은행총재 표창상
- 1994년 남인수가요제 인기가수상
- 1993년 93 노랫말 대상 전통가요부문

## 가족 관계
- 배우자: 손귀예
  - 딸 : 김손민
  - 아들 : 김근형